# Don Melody Club
Don Melody Club, artiestennaam van Donald Madjid (Almere, 1994), is een Nederlandse singer-songwriter en toetsenist. Hij speelt als toetsenist in de band The Mauskovic Dance Band en werkt sinds 2021 aan zijn eigen solo-project. Hiermee heeft hij het album Pure donzin en de ep Zonder pardon uitgebracht.

## Biografie
Madjid is geboren in Almere en komt uit een muzikale familie. Zijn oom is Franklin Madjid, de bassist van nederbietband Tee Set. Hij volgde een opleiding aan het Conservatorium van Amsterdam en in 2017 begon hij met spelen als toetsenist van de band The Mauskovic Dance Band. Met deze band heeft hij drie albums uitbracht, trad hij op op onder andere Into the Great Wide Open, Noorderslag, Best Kept Secret, Zwarte Cross, Down The Rabbit Hole en Lowlands en deed hij drie wereldtours. In 2021 besloot hij zijn eigen solo-project op te richten, omdat hij zelf leadzanger wilde zijn, aangezien zijn stem bij The Mauskovic Dance Band vooral in de achtergrond te horen was. Hij noemde zichzelf Don Melody Club en ging muziek maken in het Nederlands. Hij wordt hierbij geïnspireerd door Ramses Shaffy en Ronald Langestraat, maar ook door Ariel Pink en Mac DeMarco. Zijn muziek wordt omschreven als kleinkunstfunk en elektronische smartlappensoul.
Hij debuteerde het project in 2021 met de single Isabel, uitgebracht bij het Zwitserse label Bongo Joe. Kort hierna kwam hij met zijn debuutalbum Pure donzin. Een van de nummers op dit album is een cover van Laat me van Shaffy. Met het album op zak, was Don Melody Club in 2021 te vinden op de festivals Valkhof Festival en Le Guess Who?. In 2022 stond hij op Noorderslag en Grasnapolsky en bracht hij de single Zontimenteel uit. In het najaar van 2022 trad hij op als voorprogramma van Goldband.
Ruim een jaar na de vorige single, kwam Don Melody Club met T'Materiaal, uitgebracht bij zijn nieuwe label Excelsior Recordings. Dit nummer is een Nederlandstalige bewerking van Be Thankful for What You Got van William DeVaughn uit 1974. Na enkele singles, volgde in 2024 de ep Zonder pardon. Er werd met deze ep getoerd door Nederland, spelend in onder andere Simplon en Vessel 11. Later in het jaar werd opgetreden op muziekfestival Wilde Weide.

## Discografie (albums en ep's)
- Pure donzin (album, 2021)
- Zonder pardon (ep, 2024)